# 养父的花样年华
《养父的花样年华》是2014年何群、郑桦执导的一部电视剧，该作主要讲述的是一位父亲将四个孩子养大成人的故事。

## 剧情简介
有一个男的意外的收养了三个孩子，不过最后，他还是通过自己的努力，把自己的女儿和另外三个孩子养大成人。

## 演员表
- 邢佳栋
- 程琤
- 徐唯
- 范安宜
- 廉赛
- 张琛
- 郗茜
- 邹轩琦
- 孙夕尧

## 相關連結
- 豆瓣电影上《养父的花样年华》的資料 （简体中文）